# 洛西口駅

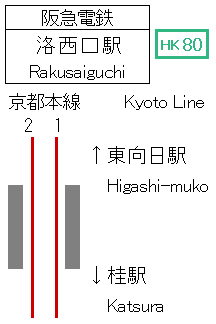
配線図

洛西口駅（らくさいぐちえき）は、京都府京都市西京区川島六ノ坪町にある、阪急電鉄京都本線の駅。駅番号はHK-80。
所在地は駅舎があるホーム北側の地名となっているが、ホームの南側は向日市寺戸町にまたがっている。

## 歴史
終戦翌年の1946年（昭和21年）、東向日駅 - 桂駅間に物集女駅（もずめえき）が設置された。駅名は西に隣接する集落「物集女」（旧乙訓郡向日町物集女、現向日市物集女町）に由来するもので、戦時中、この物集女の東側一帯の農地（現陸上自衛隊桂駐屯地・京都府立桂高等学校など）に軍需工場が建てられ、その最寄り駅として物集女駅が新設されたが、開業時にはすでに終戦を迎えており、わずか2年で廃止された。
その後、桂駅周辺の道路事情と地域の再開発にあわせて再び駅が設置される運びとなり、2003年（平成15年）に洛西口駅が開業した。阪急電鉄では、1973年に千里線山田駅が開業して以来30年ぶりの新駅開業とあって、開業の際には京都線の一部車両に開業記念のラッピングや特製ヘッドマークが施され、また自動券売機限定も含めて9種もの開業記念ラガールカードが発行された。
駅が完成した後、周囲の開発が急速に進みマンションなどが立ち並ぶようになった結果、開業後、約20年後の2022年現在で人口が10倍以上となった地区も現れ、駅利用客も増加傾向を見せている。

### 年表
- 1946年（昭和21年）2月1日：物集女駅開業[5]。
- 1948年（昭和23年）3月1日：物集女駅廃止[5]。
- 2002年（平成14年）7月：駅設置工事着工。
- 2003年（平成15年）3月16日：洛西口駅開業[1]。
- 2008年（平成20年）3月：高架化工事着工。
- 2010年（平成22年）
  - 9月11日：初発より下り線ホームが従来線東側の仮線上に移設。
  - 12月11日：初発より上り線ホームが従来線東側の仮線上に移設。
- 2013年（平成25年）
  - 10月26日：初発より上り線ホームが高架化[10]。
  - 12月21日：駅番号導入[5]。
- 2016年（平成28年）3月5日：下り線ホームが高架化[11]。
- 2018年（平成30年）10月22日：「TauT阪急洛西口」第1期エリアがオープン[12]。
- 2020年（令和2年）1月29日：「TauT阪急洛西口」第2期エリアがオープン[13]。
- 2021年（令和3年）2月1日：「TauT阪急洛西口」第3期エリアがオープン[14]。

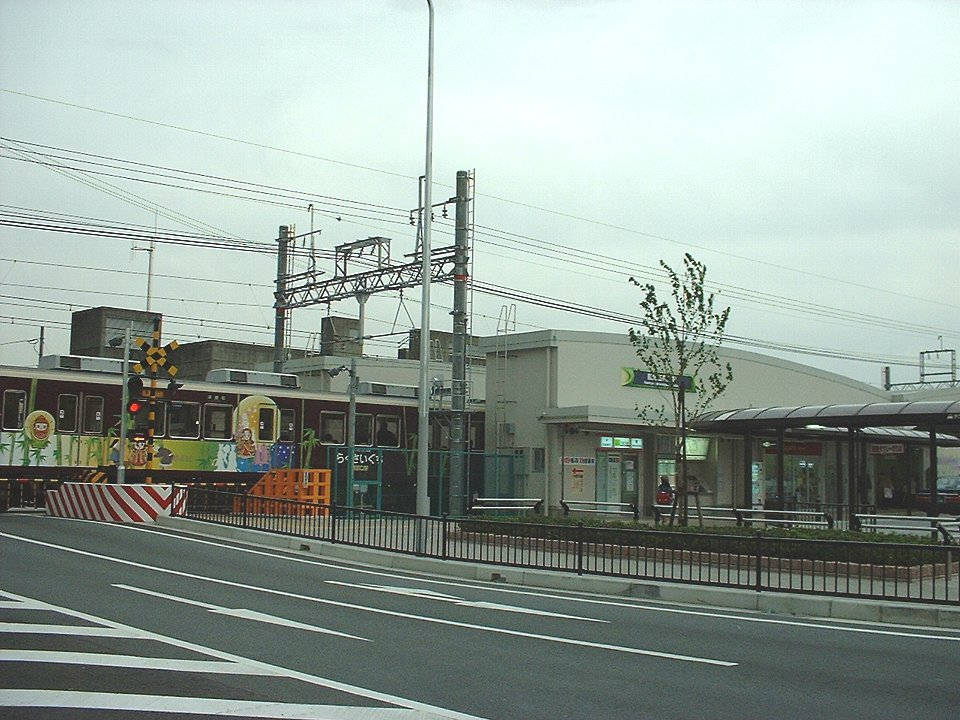
開業当初の駅舎（西口）。開業記念装飾の急行が通る（2003年4月25日）
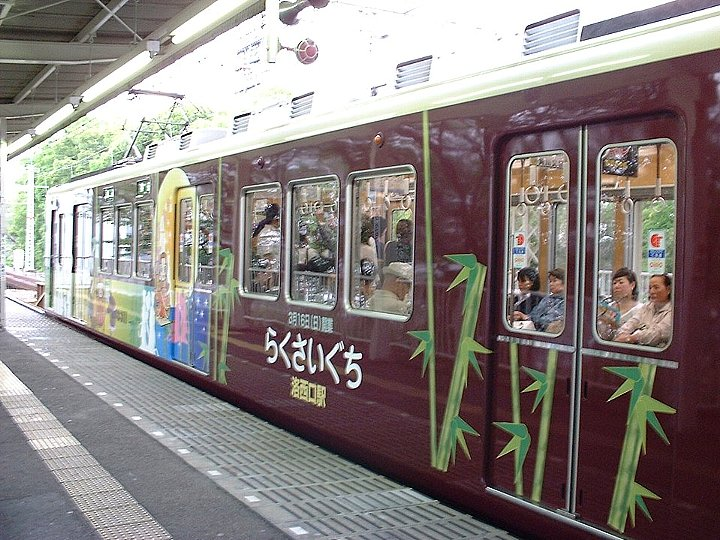
記念装飾の電車（2003年4月25日）
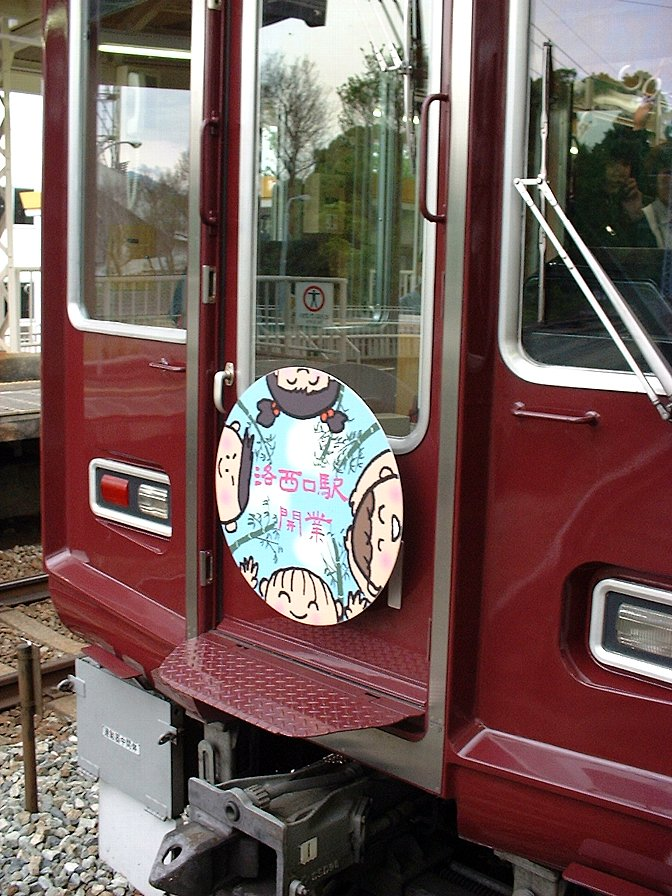
開業記念ヘッドマーク（2003年4月25日）
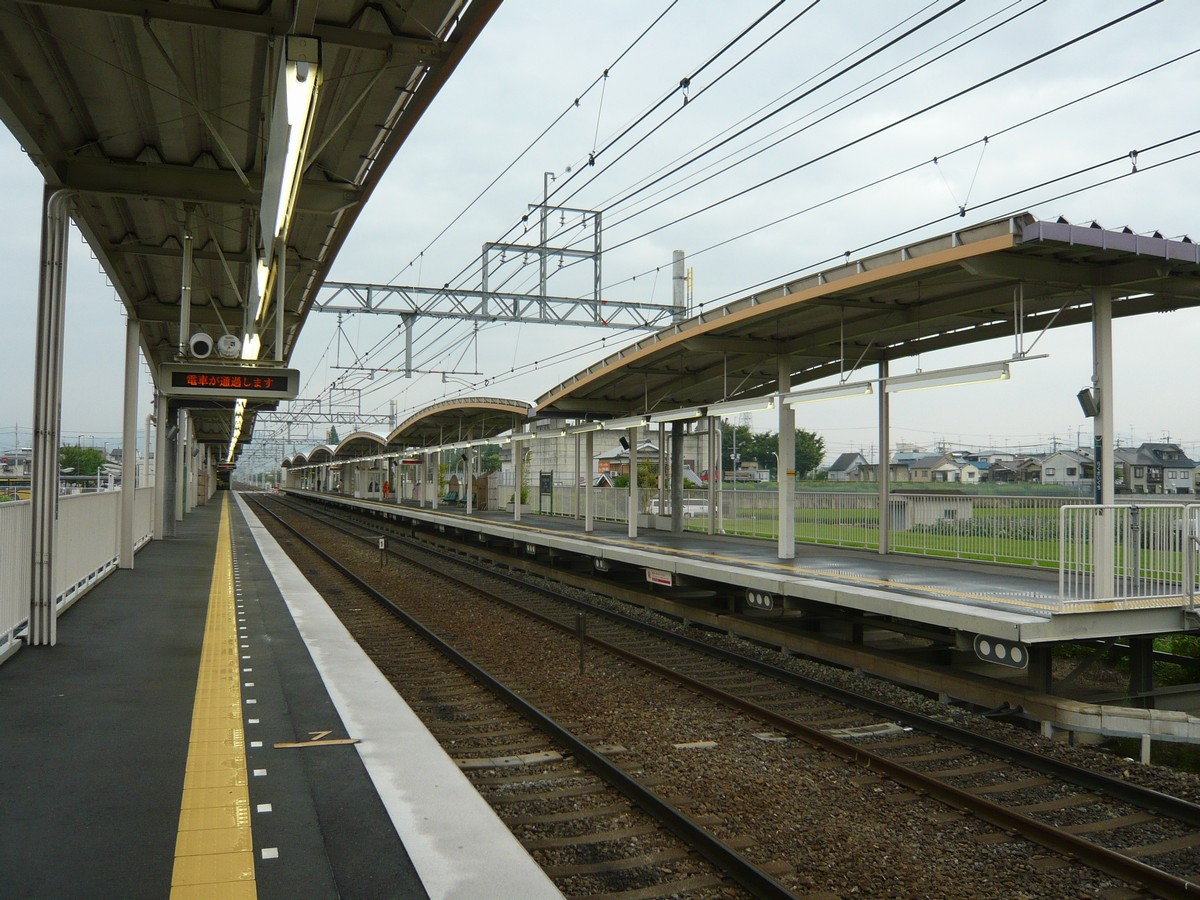
旧ホーム（2007年8月3日、手前が上り線）
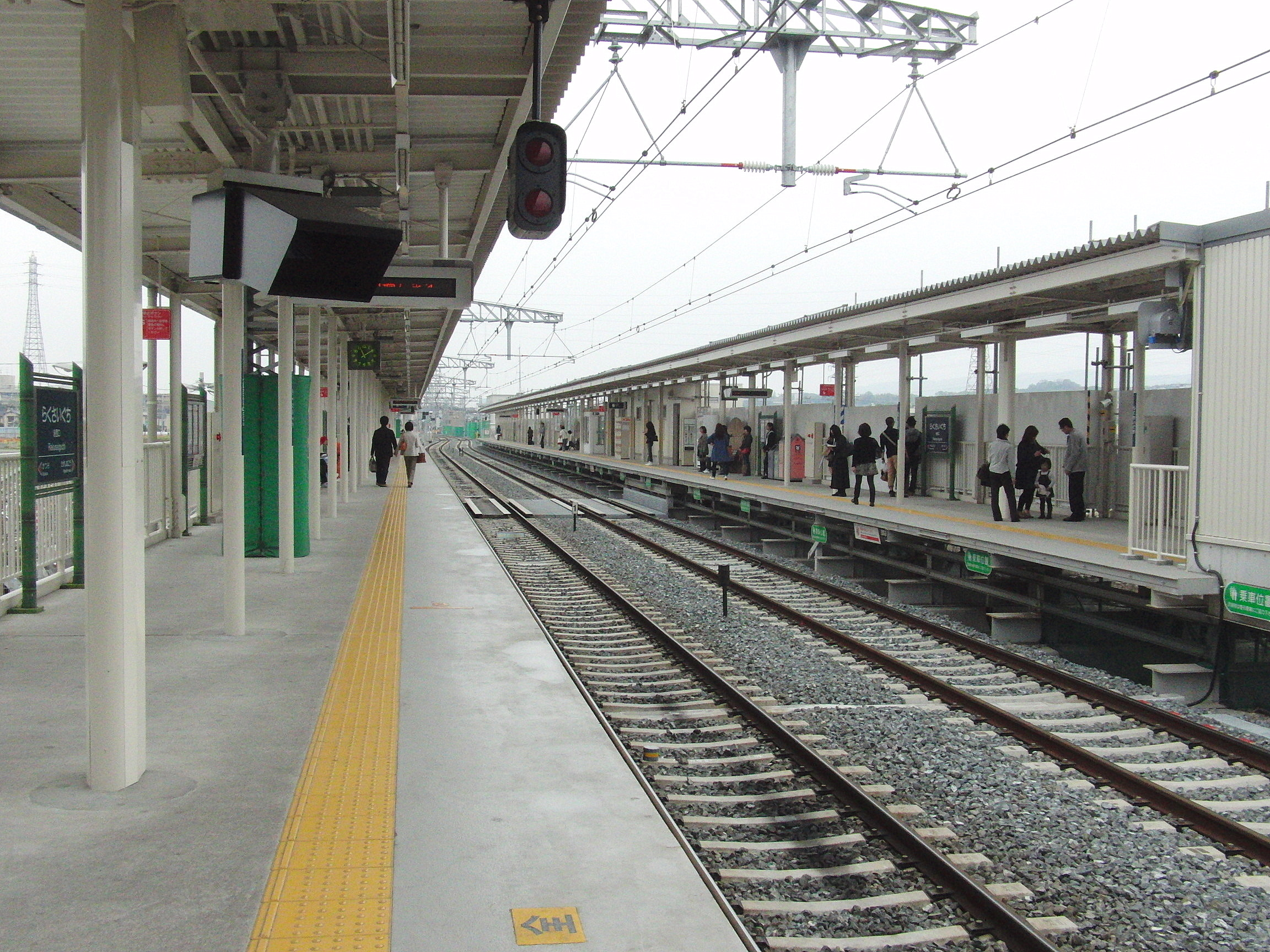
高架化工事中の仮設ホーム（2011年5月1日、手前が下り線）
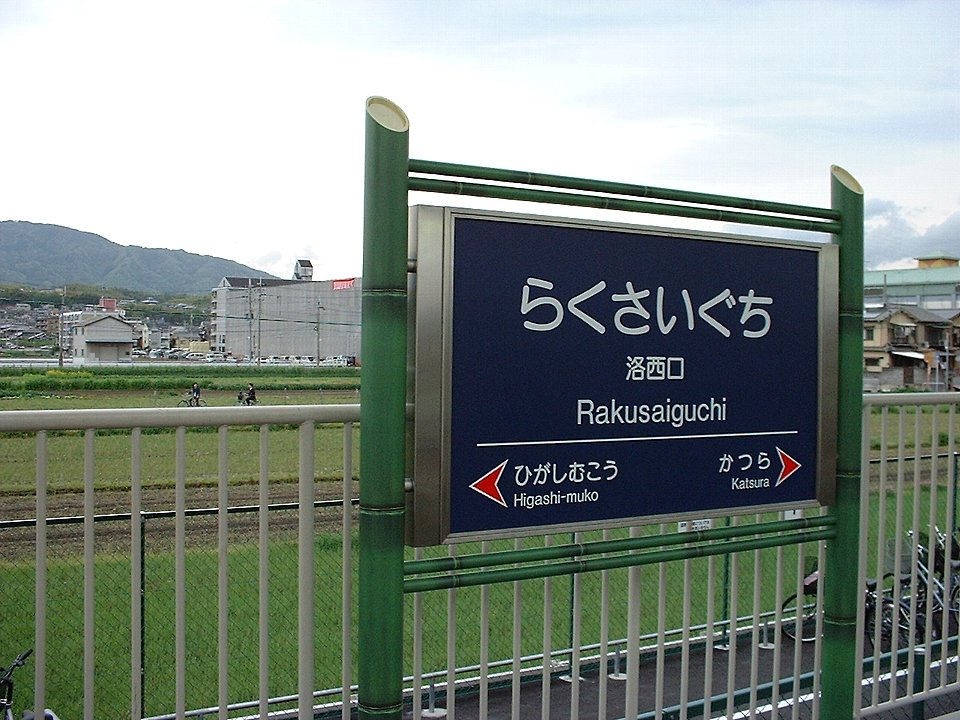
景観に配慮した駅名標（2003年4月25日）

## 駅構造
相対式ホーム2面2線を有する高架駅。分岐器や絶対信号機を持たないため、停留所に分類される。
ホームは高架だが、改札口・コンコース・トイレは地上にあり、改札口は河原町寄りに1ヶ所設置されている。コンコースとホームとの間には、上下線ホームともエレベーター1基・エスカレーター2基が設置されている。
開業当時の駅舎は、この付近の立体交差化が近く開始されることが既に決まっていたため、簡素な作りの駅舎であり、地下道や跨線橋なども設置されず、それぞれのホームに改札口が作られていた。下り線（大阪方面行き）ホームが高架化されるまでは、前述の理由から改札内で相互のホームを行き来することはできなかった。駅舎入口の駅名標やホームでは竹をイメージした装飾が施されている。当駅のイメージキャラクターは「洛姫ちゃん」（らっきーちゃん）である。
隣の桂駅の構内配線の関係上、桂車庫からの出庫を兼ねた当駅始発の大阪梅田行きがあり、平日朝と夕に普通がそれぞれ2本と1本、土休日朝に準急が1本設定されている（2022年12月現在）。

### のりば
| 号線 | 路線      | 方向 | 行先                                 |
| ---- | --------- | ---- | ------------------------------------ |
| 1    | ■京都本線 | 上り | 桂・京都河原町・嵐山方面             |
| 2    | ■京都本線 | 下り | 高槻市・淡路・大阪梅田・天下茶屋方面 |

※ 地上駅時代はのりば番号は設定されていなかったが、高架以後は行先表示に1号線・2号線と表記されている。

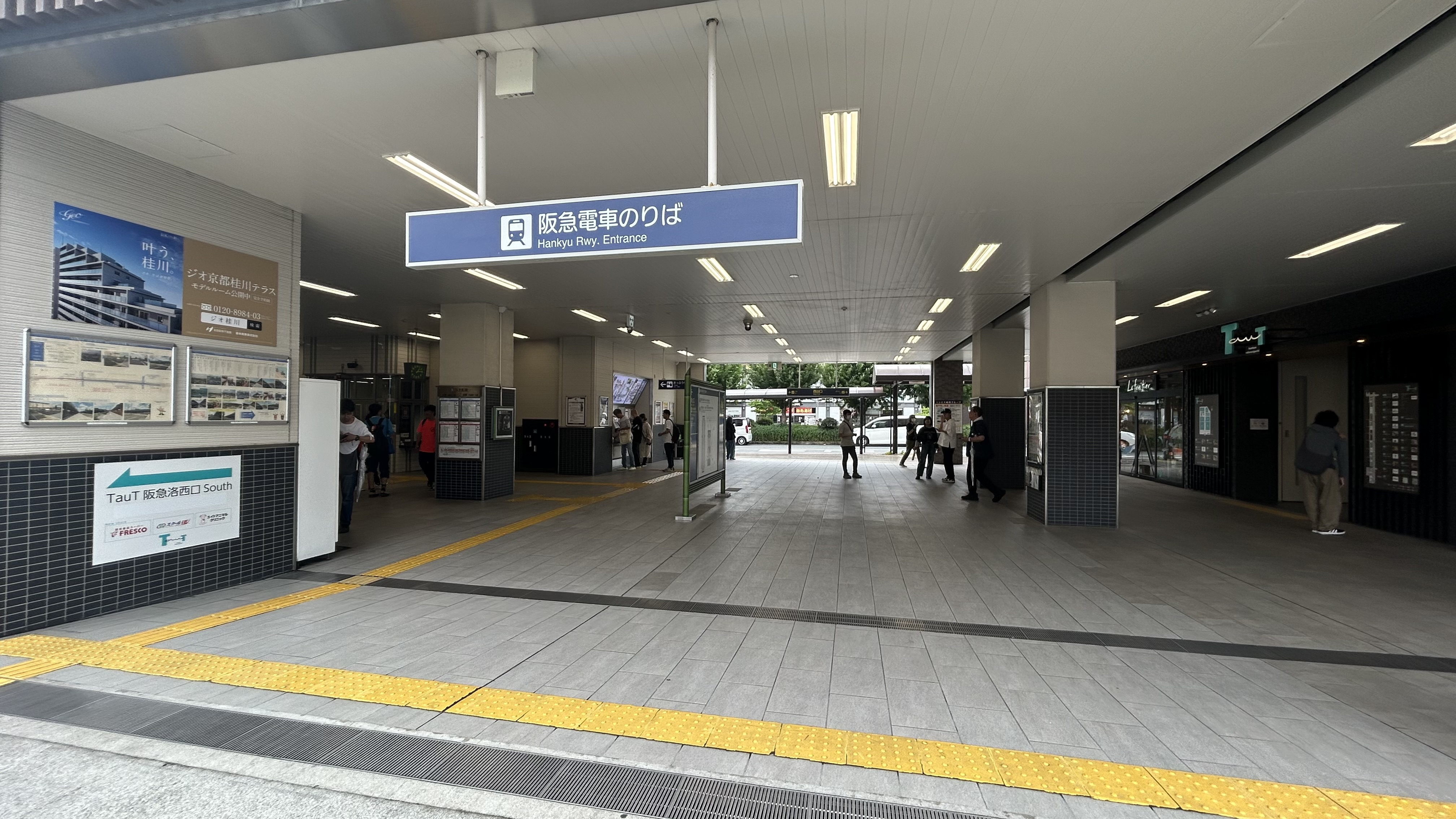
東口
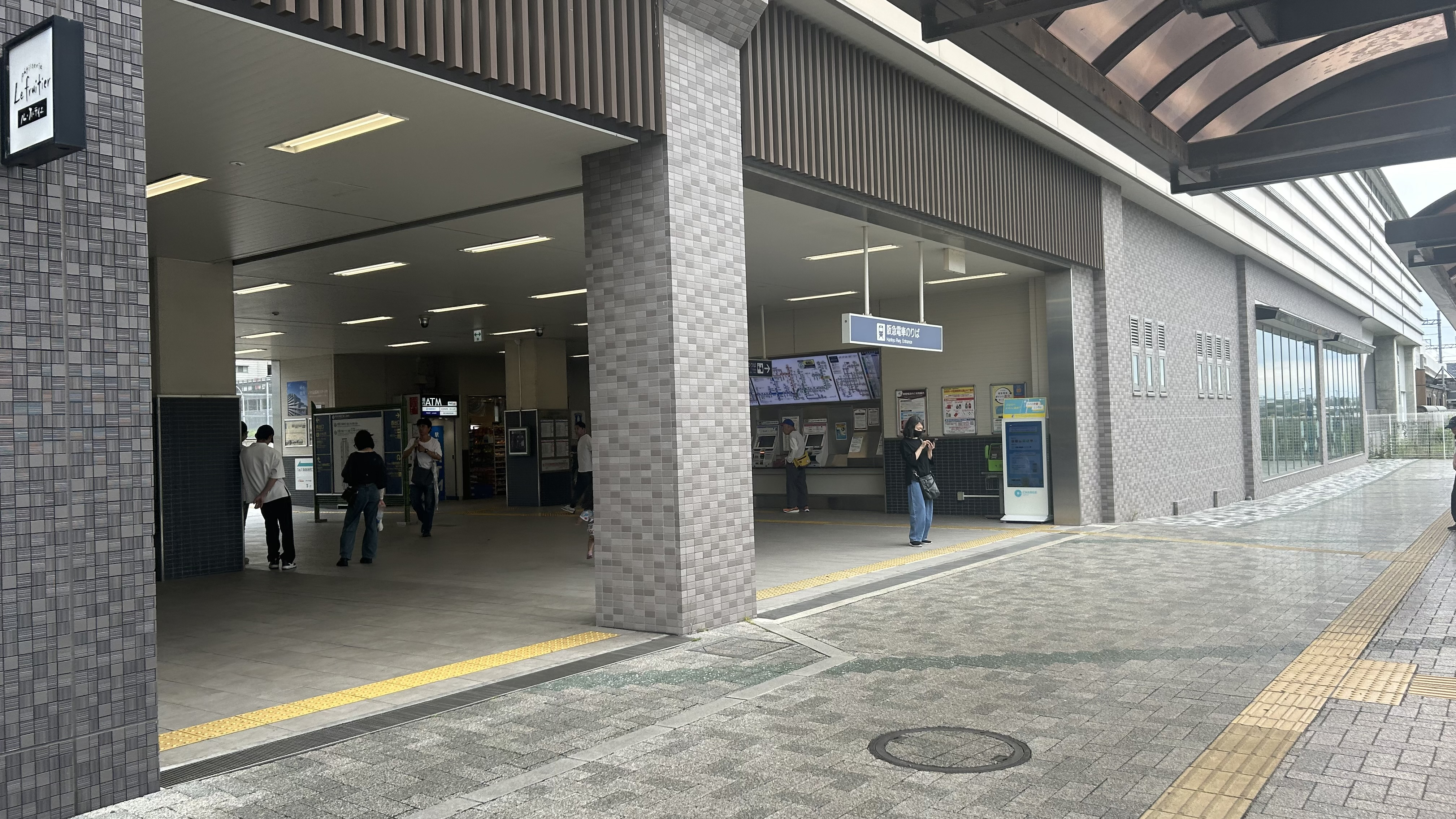
西口
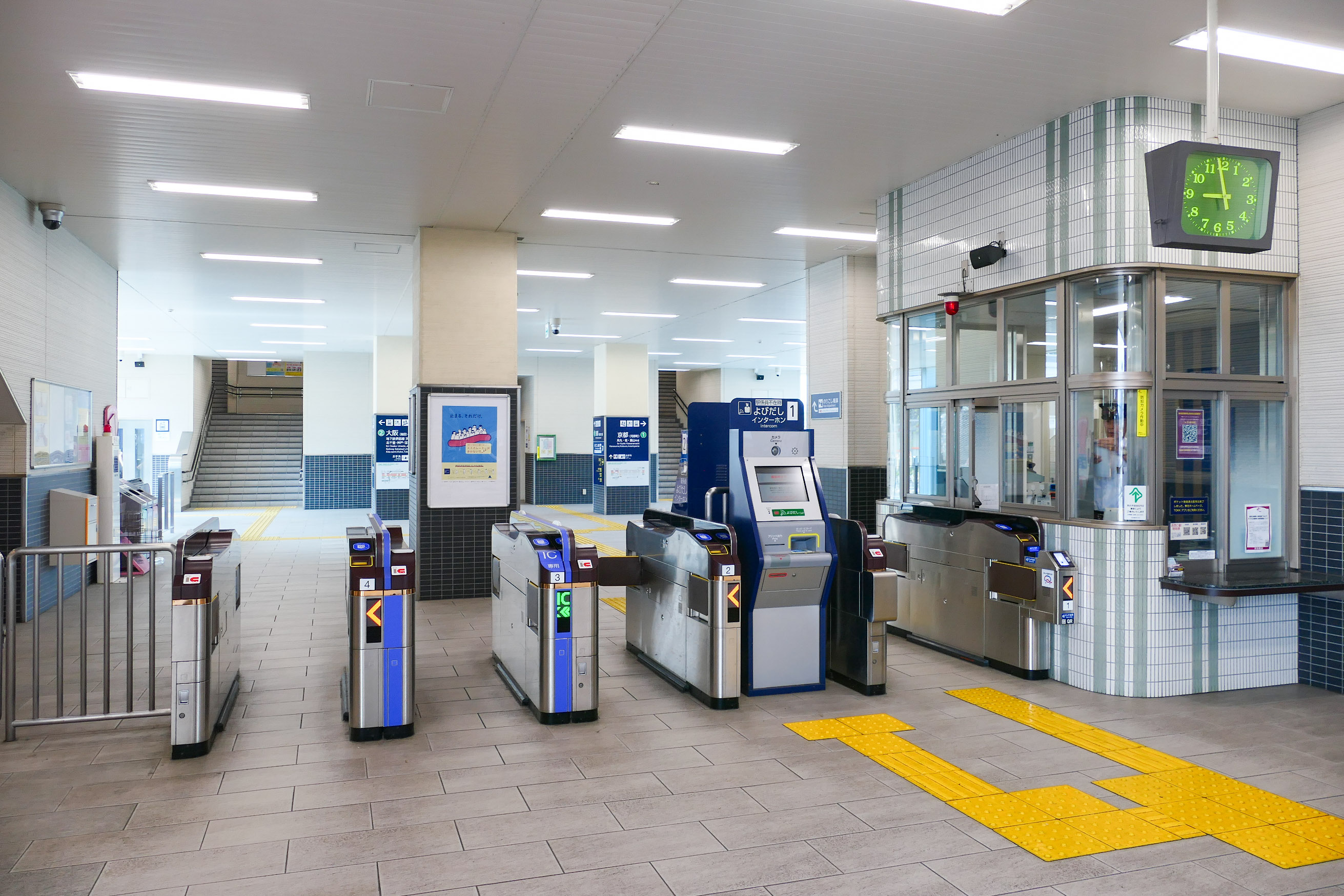
改札口
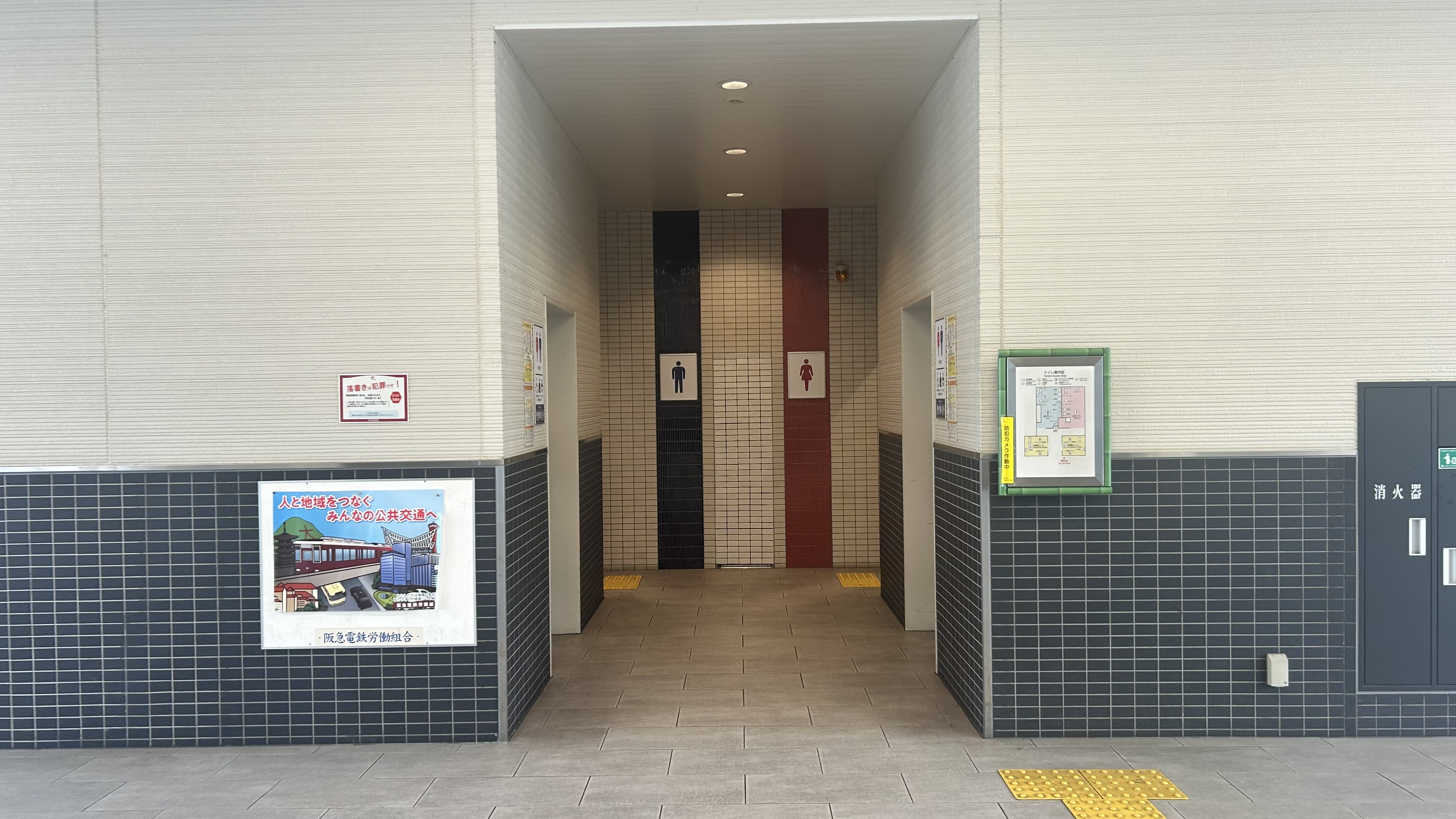
トイレ
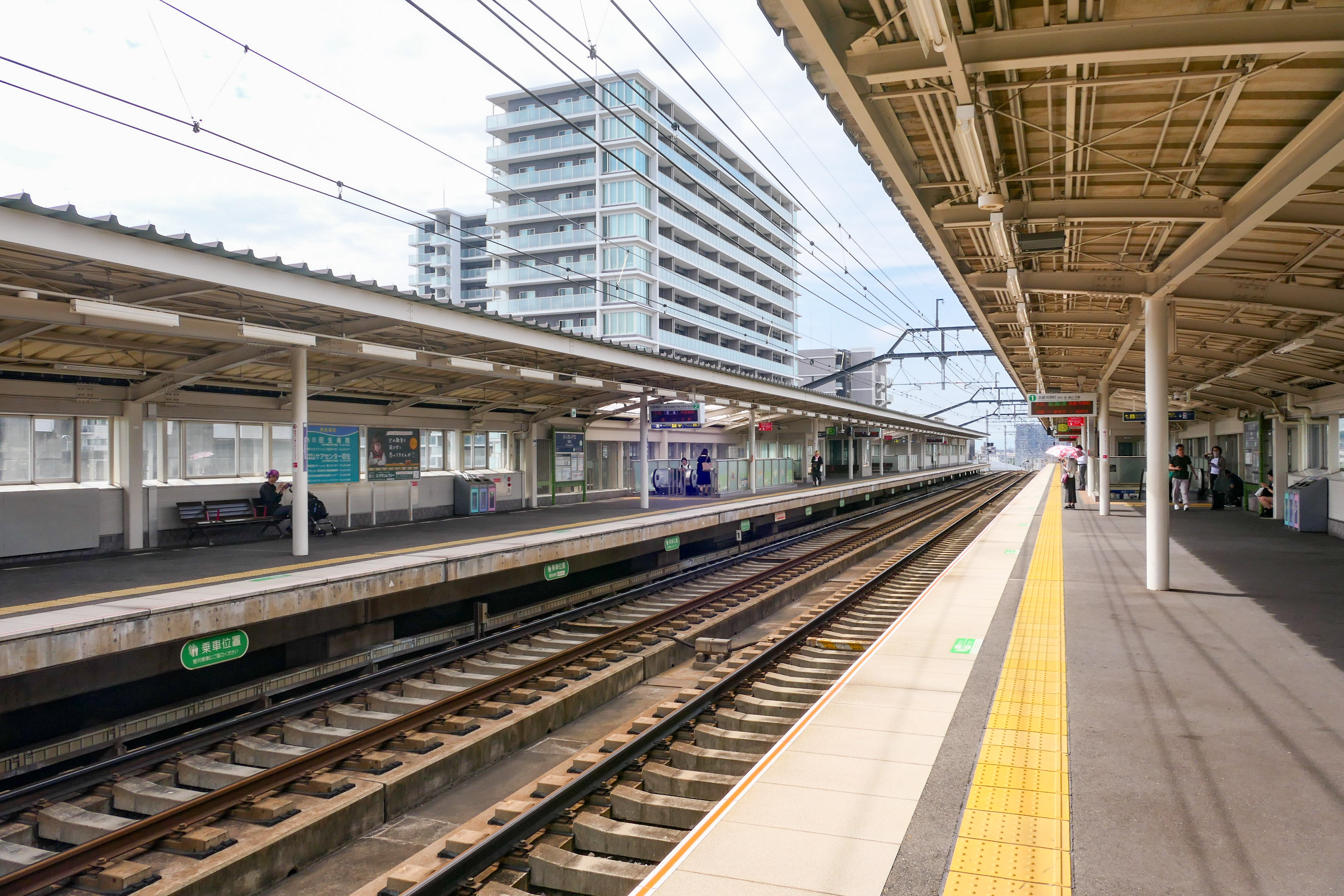
ホーム
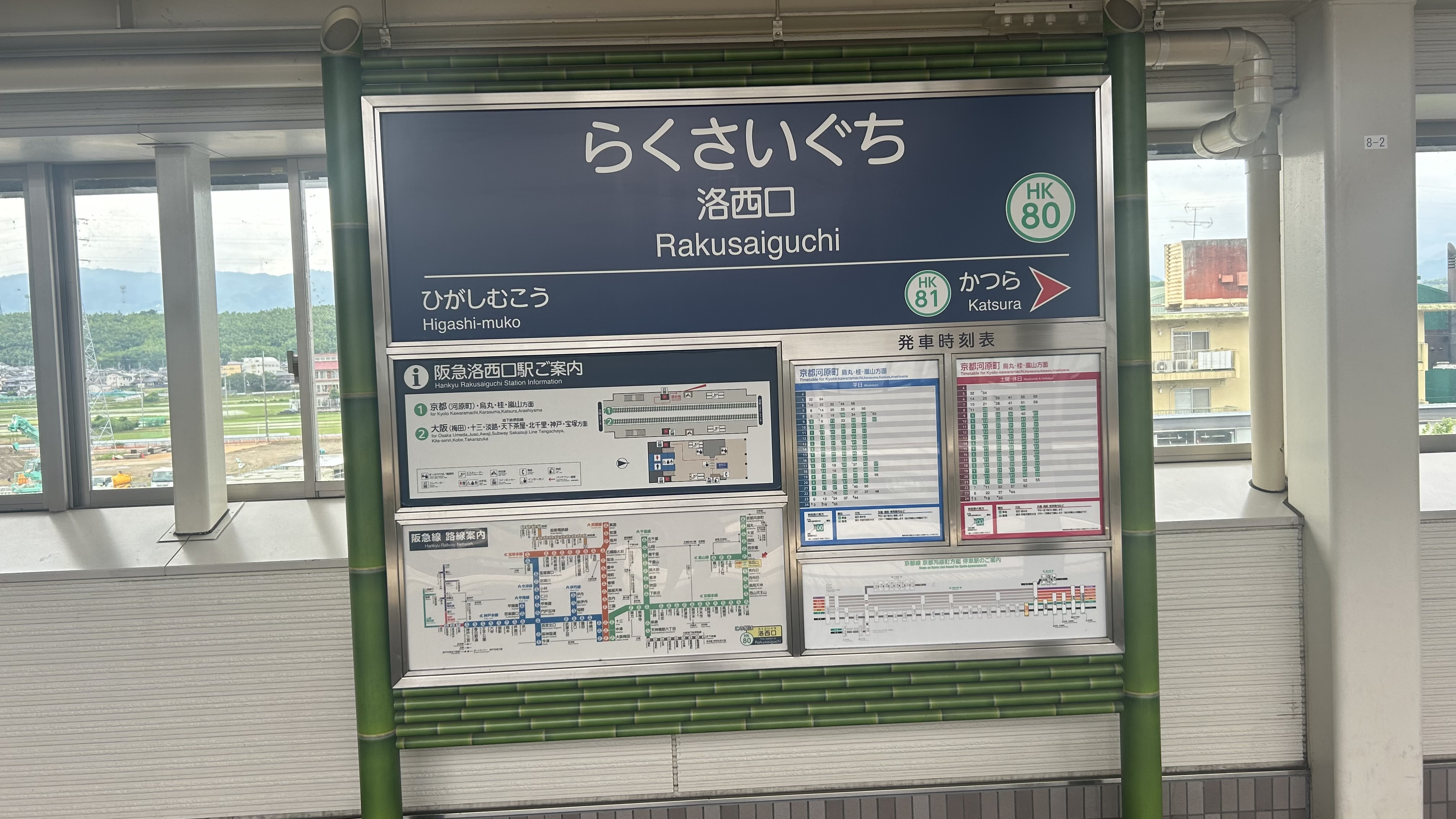
駅名標

## 利用状況
2023年（令和5年）の1日あたりの通年平均乗降人員は12,033人で、阪急電鉄全線では60位。

### 年次別利用状況
各年次の乗降人員の推移は下表の通り。
| 年次               | 乗降人員 | 増減率 | 順位 | 出典       |
| ------------------ | -------- | ------ | ---- | ---------- |
| 2017年（平成29年） | 11,807   |        | 61位 | [ 阪急 1 ] |
| 2018年（平成30年） | 12,109   | 2.6%   | 60位 | [ 阪急 2 ] |
| 2019年（令和元年） | 12,766   | 5.4%   | 60位 | [ 阪急 3 ] |
| 2020年（令和02年） | 9,810    | -23.2% | 60位 | [ 阪急 4 ] |
| 2021年（令和03年） | 10,051   | 2.5%   | 59位 | [ 阪急 5 ] |
| 2022年（令和04年） | 10,989   | 9.3%   | 60位 | [ 阪急 6 ] |
| 2023年（令和05年） | 12,033   | 9.5%   | 60位 |            |

### 年度別利用状況
近年の各年度の利用状況は下表の通り。京都府および京都市統計書のデータ（単位：千人）を日数で除した数値を記載している。
| 年度               | 乗車人員 | 乗降人員 | 出典          |
| ------------------ | -------- | -------- | ------------- |
| 2007年（平成19年） | 3,839    | 7,219    | [ 京都府 1 ]  |
| 2008年（平成20年） | 4,118    | 7,801    | [ 京都府 2 ]  |
| 2009年（平成21年） | 3,805    | 7,526    | [ 京都府 3 ]  |
| 2010年（平成22年） | 3,888    | 7,532    | [ 京都府 4 ]  |
| 2011年（平成23年） | 3,814    | 7,449    | [ 京都府 5 ]  |
| 2012年（平成24年） | 3,940    | 7,666    | [ 京都府 6 ]  |
| 2013年（平成25年） | 3,904    | 7,549    | [ 京都府 7 ]  |
| 2014年（平成26年） | 3,984    | 7,866    | [ 京都府 8 ]  |
| 2015年（平成27年） | 6,219    | 12,363   | [ 京都府 9 ]  |
| 2016年（平成28年） | 6,034    | 11,989   | [ 京都府 10 ] |
| 2017年（平成29年） | 6,668    | 13,142   | [ 京都府 11 ] |
| 2018年（平成30年） | 6,786    | 13,523   | [ 京都府 12 ] |
| 2019年（令和元年） | 6,915    | 13,792   | [ 京都府 13 ] |
| 2020年（令和02年） | 5,161    | 10,278   | [ 京都府 14 ] |
| 2021年（令和03年） | 5,729    | 11,371   | [ 京都府 15 ] |
| 2022年（令和04年） | 6,324    | 12,608   | [ 京都府 16 ] |

## 駅周辺
- TauT阪急洛西口 - 当駅高架下にある商業施設。2018年10月22日開業。
- 陸上自衛隊桂駐屯地
- 京都府道201号中山稲荷線
- 淳和天皇御火葬所
- 向日物集女郵便局
- 物集女城跡
- 向日回生病院
- イオンモール京都桂川
- 西日本旅客鉄道（JR西日本）東海道本線（JR京都線）の桂川駅までは600メートル程である。

## バス路線
駅西側に洛西口駅前停留所、東側南に阪急洛西口駅前停留所、東側北には川島六ノ坪町停留所がある。当駅開業以前は、いずれの停留所名も川島六ノ坪町で同一の停留所としての扱いであった。当駅開業による市バスダイヤ改正により、洛西口駅前停留所が新設された。2011年（平成23年）3月26日の市バスダイヤ改正より、69系統も洛西口駅前に停車するようになった。
2019年10月1日に向日市コミュニティバス「ぐるっとむこうバス」の運行が開始され、駅西側の京都府道201号沿いに阪急洛西口西停留所が新設された。1年後の2020年10月1日ダイヤ改正により、駅東側南の市道沿いに阪急洛西口駅前停留所が新設された。
2020年12月31日までは下記のほか阪急バス（阪急東向日方面など）も乗り入れていた。
洛西口駅前
- 京都市バス
  - 42系統：（JR桂川駅前・東寺経由）京都駅前行
  - 69系統：（上桂駅前・四条大宮経由）二条駅西口行／（JR桂川駅前経由）桂駅東口行
  - 70系統：（JR桂川駅前・梅津段町経由）太秦天神川駅前行／小畑川公園北口（洛西営業所）行
  - 西4系統：（境谷センター経由）洛西バスターミナル行／JR桂川駅前行
  - 特西4系統：（南福西町・東新林町経由）洛西バスターミナル行／JR桂川駅前行
- ヤサカバス
  - 1号系統：（西桂坂経由）桂坂中央行／JR桂川駅前・JR向日町行
  - 2号系統：（竹の里循環内回り）西竹の里方面／JR桂川駅前行
  - 3号系統：（竹の里循環外回り）福西竹の里方面／JR桂川駅前行
  - 6号系統：（東桂坂経由）花の舞公園方面・桂坂中央行／JR桂川駅前行
  - 7号系統：（新林循環内回り）東新林町方面／JR桂川駅前行
  - 8号系統：（新林循環外回り）新林池公園方面／JR桂川駅前行
- 京阪京都交通
  - 11A・12A系統：京都成章高校行／JR桂川駅前行
  - 22B系統：JR桂川駅前行

阪急洛西口駅前
- 向日市コミュニティバス「ぐるっとむこうバス」　※平日1日7便の運行
  - 北ルート：物集女・寺戸・向日市役所東向日別館前（東向日駅）・向日町駅方面

川島六ノ坪町
- 京都市バス
  - 特南1系統：（JR桂川駅前・中久世経由）久世工業団地行／（桂駅東口・下桂経由）桂高校前行

## 隣の駅
阪急電鉄
■京都本線
■快速特急・■特急・■通勤特急・■準特急・■急行
通過
■準急・■普通
東向日駅 (HK-79) - 洛西口駅 (HK-80) - 桂駅 (HK-81)

### 記事本文

### 利用状況
1. 1 2  駅別乗降人員 - 阪急電鉄
2. ↑  京都府統計書 - 京都府
3. ↑  京都市統計書 第8章 都市施設 07 私鉄市内駅乗降客数（JRを除く）  (Microsoft Excelの.xls) - 京都市

#### 阪急電鉄
1. ↑  阪急電鉄. “駅別乗降人員（2017年 通年平均）”. 2018年9月17日時点のオリジナルよりアーカイブ。2024年11月14日閲覧。
2. ↑  阪急電鉄. “駅別乗車人員（2018年 通年平均）”. 2024年4月29日時点のオリジナルよりアーカイブ。2024年11月14日閲覧。
3. ↑  阪急電鉄. “駅別乗車人員（2019年 通年平均）”. 2024年4月29日時点のオリジナルよりアーカイブ。2024年11月14日閲覧。
4. ↑  阪急電鉄. “駅別乗車人員（2020年 通年平均）”. 2024年4月29日時点のオリジナルよりアーカイブ。2024年11月14日閲覧。
5. ↑  阪急電鉄. “駅別乗車人員（2021年 通年平均）”. 2024年4月29日時点のオリジナルよりアーカイブ。2024年11月14日閲覧。
6. ↑  阪急電鉄. “駅別乗車人員（2022年 通年平均）”. 2024年4月29日時点のオリジナルよりアーカイブ。2024年11月14日閲覧。

#### 京都府統計書
1. ↑  平成19年京都府統計書 10-1.鉄道乗車人員  (Microsoft Excelの.xls)
2. ↑  平成20年京都府統計書 10-1.鉄道乗車人員  (Microsoft Excelの.xls)
3. ↑  平成21年京都府統計書 10-1.鉄道乗車人員  (Microsoft Excelの.xls)
4. ↑  平成22年京都府統計書 10-1.鉄道乗車人員  (Microsoft Excelの.xls)
5. ↑  平成23年京都府統計書 10-1.鉄道乗車人員  (Microsoft Excelの.xls)
6. ↑  平成24年京都府統計書 10-1.鉄道乗車人員  (Microsoft Excelの.xls)
7. ↑  平成25年京都府統計書 10-1.鉄道乗車人員  (Microsoft Excelの.xls)
8. ↑  平成26年京都府統計書 10-1.鉄道乗車人員  (Microsoft Excelの.xls)
9. ↑  平成27年京都府統計書 10-1.鉄道乗車人員  (Microsoft Excelの.xls)
10. ↑  平成28年京都府統計書 10-1.鉄道乗車人員  (Microsoft Excelの.xls)
11. ↑  平成29年京都府統計書 10-1.鉄道乗車人員  (Microsoft Excelの.xls)
12. ↑  平成30年京都府統計書 10-1.鉄道乗車人員  (Microsoft Excelの.xls)
13. ↑  令和元年京都府統計書 10-1.鉄道乗車人員  (Microsoft Excelの.xls)
14. ↑  令和2年京都府統計書 10-1.鉄道乗車人員  (Microsoft Excelの.xls)
15. ↑  令和3年京都府統計書 10-1.鉄道乗車人員  (Microsoft Excelの.xls)
16. ↑  令和4年京都府統計書 10-1.鉄道乗車人員  (Microsoft Excelの.xls)